# Strobilanthes rubescens
Strobilanthes rubescens är en akantusväxtart som beskrevs av T. Anders.. Strobilanthes rubescens ingår i släktet Strobilanthes och familjen akantusväxter. Inga underarter finns listade i Catalogue of Life.